# Mr. Magoo
Mr. Magoo är en komedi- och familjefilm producerad av Walt Disney Pictures år 1997. Filmen är baserad på den klassiska serien "The Famous Adventures of Mr. Magoo" från 1965.

## Handling
Mr. Quincy Magoo (som spelas av Leslie Nielsen) är en närsynt och klumpig mångmiljonär som vägrar erkänna att han behöver glasögon.
En dag då Magoo ska inviga en ny utställning råkar han få syn på en ett par brottslingar som försöker stjäla den värdefulla rubinen "The Star of Kuristan", men när brottslingarna ska överlämna ädelstenen till deras boss, råkar Magoo av misstag få den med sig. Brottslingarna försöker då få fast både Magoo, hans bulldogg Angus och hans son Waldo.

## Produktion
Filmen är inspelad i både Kanada och Brasilien och har åldersgränsen 7 år. Filmen hade amerikansk premiär den 25 december 1997 och Sverigepremiär den 27 mars 1998.

## Rollista (urval)
- Leslie Nielsen - Mr. Quincy Magoo
- Matt Keeslar - Waldo
- Kelly Lynch - Luanne
- Nick Chinlund - Bob Morgan
- Ernie Hudson - agent Gus Anders
- Stephen Tobolowsky - agent Chuck Stupak
- Jennifer Garner - Stacey Sampanahoditra